# پارکر گیتارز
پارکر گیتارز (انگلیسی: Parker Guitars) شرکت تجهیزات موسیقی آمریکایی است، که در سال ۱۹۹۳ تأسیس شد.